# 16078 Carolhersh
16078 Carolhersh este un asteroid din centura principală de asteroizi.

## Descriere
16078 Carolhersh este un asteroid din centura principală de asteroizi. A fost descoperit pe 9 septembrie 1999 la Socorro, New Mexico, în cadrul proiectului LINEAR. Asteroidul prezintă o orbită caracterizată de o semiaxă mare de 2,54 ua, o excentricitate de 0,03 și o înclinație de 0,6° în raport cu ecliptica.